# Joaquín Alonso Bonet
Joaquín Alonso Bonet (Gijón, 1889 - Gijón, 1975) fue un periodista, poeta, dramaturgo y escritor español.

## Biografía
Realizó estudios secundarios en el Instituto Jovellanos. Comenzaría su carrera periodística en la redacción de El Publicador, integrándose luego en la redacción del diario gijonés El Comercio. Posteriormente se incorporó a la redacción del diario gijonés La Prensa, periódico del que llegaría ser director durante muchos años. También fue corresponsal en Asturias de periódicos como ABC o Diario de la Marina —de La Habana—, así como de las agencias Logos y Associated Press. 
Tras el estallido de la Guerra civil fue detenido y permaneció encarcelado hasta octubre de 1937, cuando Gijón y el resto de Asturias fueron conquistadas por las tropas franquistas. Poco después de su puesta en libertad, las autoridades franquistas le nombraron director del nuevo periódico Voluntad. Permaneció al frente de esta publicación durante más de una década, hasta 1948. Compaginó este cargo con la presidencia de la Asociación de la Prensa Gijonesa.
Fue del ámbito periodístico Bonet también tuvo una intensa actividad. Colaboró con Fabriciano González en el establecimiento de la Real Academia Asturiana de las Artes y las Letras, en 1919. Ejerció como cronista oficial de la villa de Gijón, cargo para el que fue nombrado en 1954. Asimismo, fue autor de varias obras de carácter histórico, y de distintos estudios biográficos sobre personajes asturianos como Julio Somoza y Gaspar Melchor de Jovellanos.

## Obras
- —— (1930). El Calvario de piedra. Gijón.[a]
- —— (1938). Reconquista. Reportajes de la Asturias roja.[10] Talleres Tip. Modernos «Fe».
- —— (1939). Simancas! Epopeya de los cuarteles de Gijón. Tipografía Flores.
- —— (1944). Grandeza y desventura de Don Gaspar Melchor de Jovellanos.[11] Aguado.
- —— (1947). Asturias en el pensamiento de Jovellanos. La Cruz.
- —— (1959). Proyección nacional de la villa de Jovellanos.[12] Tip. La Industria.
- —— (1969). Pequeñas Historias de Gijón (Del archivo de un periodista). Gijón.[13]